# Nicolaus Hasse
Nicolas (auch: Nikolaus) Hasse (* vermutlich kurz nach 1600 in Wilster; † im 3. Quartal 1670 in Rostock) war ein deutscher Komponist und Organist der norddeutschen Orgelschule.

## Leben
Bislang wurde Nicolaus Hasse vielfach als Sohn von Peter Hasse bzw. als Verwandter der Lübecker Musikerfamilie Hasse betrachtet. Jüngere Forschungen schließen ein Vater-Sohn-Verhältnis eher aus, obgleich keine der beiden Möglichkeiten – auch nicht die Verwandtschaft mit weiteren in Norddeutschland wirkenden Musikern des Namens Hasse – eindeutig nachweisbar ist. 1627 wurde Nicolaus Hasse Organist an St. Marien zu Stendal, wo man ihn als „von Wilster, avsm Lande Holstein“ stammend bezeichnete. Am 15. November 1641 wurde er als Nachfolger des 1639 verstorbenen David Ebel zum Organisten der St.-Marien-Kirche in Rostock gewählt. Den Dienst trat er anscheinend erst später an. Nachweisbare finanzielle Nöte könnten mit dem Umzug und dem Wachsen der Familie verbunden sein. Seine erste Frau verstarb 1643, 1644 heiratete er erneut.
Am 2. März 1661 ersuchte Hasse um ein Stipendium für seinen gleichnamigen Sohn Nicolaus, damit dieser bei Heinrich Scheidemann und Matthias Weckmann in Hamburg Unterricht nehmen könne. Dies wurde unter der Bedingung gewährt, dass der Sohn anschließend auch der Rostocker Marienkirche zur Verfügung stünde. Die Gehaltszahlung für das Michaelis-Quartal 1670 wurde bereits von Hasses Witwe entgegengenommen, er muss also zwischen dem 24. Juli und dem 27. September 1670 gestorben sein. Nicolaus junior überlebte seinen Vater nur kurz, er starb bereits am 8. März 1672. Dieser Umstand dürfte die widersprüchlichen Todesdaten für Nicolaus Hasse senior begründet haben.

## Werk
Hasse ist ein typischer Vertreter der Norddeutschen Organistenmusik. Seine Kompositionen entstehen eher auftragsbezogen für bestimmte Anlässe oder für einen elitären Kreis (wie die Nutzer von häuslichen Andachten mit eigenem Musizieren), während der Kantor einer Kirche fü die Bereitstellung der regelmäßig im Gottesdienst benötigten Musik – sei sie den zu pflegenden Notenbeständen entnommen oder neu geschaffen – zuständig ist.
Von Hasse erschien im Druck eine Sammlung mit 10 Suiten für Sopraninstrument und Basso continuo, 11 Suiten für 2 Sopraninstrumente und B. c., sowie 13 Tänze „auff polnische Art“ unter dem Titel „Delitiæ Musicæ“ (Rostock, 1656). Ein „Grab-Lied“ zu fünf Stimmen auf den Tod von Jacob Fabricius 1652 ist bekannt, außerdem sind 50 geistliche Lieder erhalten, die meisten davon in der 1659 veröffentlichten Sammlung „Geistliche SeelenMusic“ des Rostocker Theologen und Superintendenten an St. Marien Heinrich Müller und in Müllers 1665 veröffentlichtem Werk „Creutz- Buß- und Betschule“; weitere Werke sind verschollen. Seine geistlichen Lieder, deren Melodieherkunft nicht immer gesichert ist, sind an den Madrigalstil angelehnt und weisen eine große Ausdruckskraft auf. Die Zusammenarbeit Müller/Hasse ist von der Intensität und der Stilistik mit jener von Johann Schop und Johann Rist zu vergleichen.
Schon in Stendal standen Hasse ein oder mehrere wertvolle Orgeln zur Verfügung. An der Rostocker Marienkirche fand er eine dreimanualige Orgel mit 54 Registern von Heinrich Glowatz vor. (Auch eine etwas geringere Registerzahl ist möglich, die Aktenlage ist uneinheitlich). Dieses äußerlich wohl sehr prächtige Instrument hatte allerdings auch regelmäßigen Reparaturbedarf. Stilistisch lassen seine erhaltenen Werke eine Nähe zu den für seinen Sohn empfohlenen Lehrer Weckmann und Scheidemann erkennen, außerdem zur Orgelmusik Franz Tunders.
Von Hasses ursprünglich wohl viel umfangreicherem Orgelwerk sind lediglich vier Choralbearbeitungen überliefert: Drei ineinander übergehende Versus über Jesus Christus, unser Heiland, der von uns den Gotteszorn wandt – der Cantus firmus liegt dabei jeweils in Sopran, Tenor und Bass (Pedal), die Komposition wirkt stilistisch älter als die übrigen – und drei Choralfantasien über die Lieder Allein Gott in der Höh sei Ehr, Jesus Christus, unser Heiland, der von uns den Gotteszorn wandt und Komm, Heiliger Geist, Herre Gott. Die letzten beiden gehören dabei mit 161 bzw. 292 Takten Länge und ihrem hohen kompositorischen Niveau zu den bedeutenden Beispielen für die Gattung der Choralfantasie.